# 阿列克謝耶夫卡區 (別爾哥羅德州)

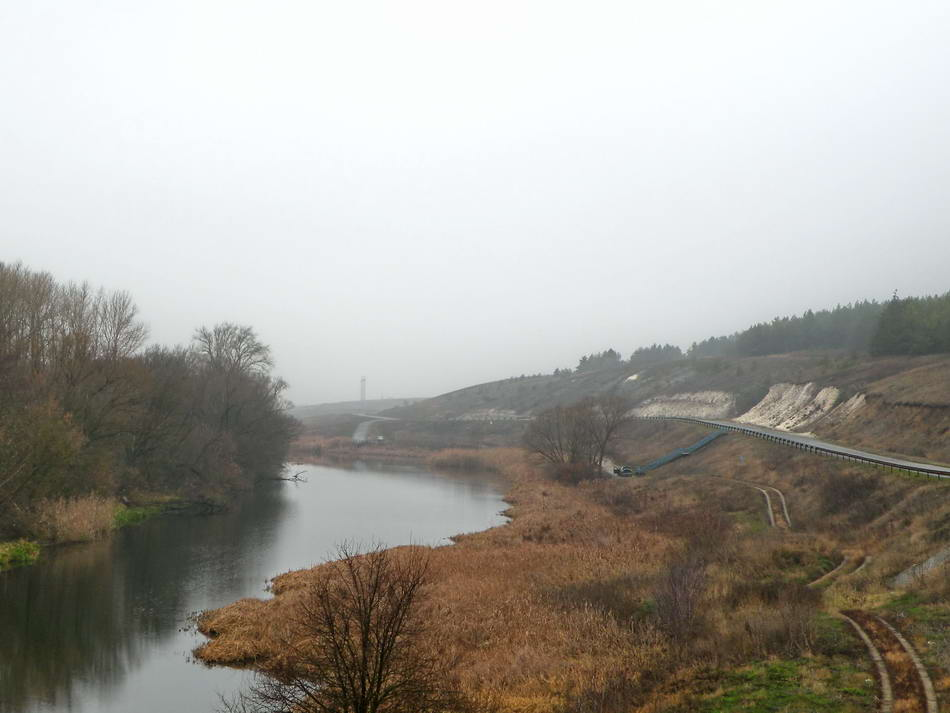

阿列克謝耶夫卡區（俄语：Алексеевский район）是俄罗斯联邦别尔哥罗德州下辖的21个区之一，位於該國西部，由別爾哥羅德州負責管轄，位于该州东部，面積1,765平方公里。其行政中心为阿列克谢耶夫卡（但是阿列克谢耶夫卡本身不属于阿列克謝耶夫卡區管辖）。据2016年统计，该区的人口为62338人。2010年人口统计居民数为2万4425人、2002年俄罗斯人口统计数目为2万7493人、1989年苏联人口统计数目为4万5304人。

## 地理
阿列克謝耶夫卡區位于别尔哥罗德州东部，濒临沃罗涅日州。向南它与韦伊杰列夫卡区和罗韦尼基区接壤，向西它与赤卫军村区相邻，向北它的邻区是克拉斯诺耶区。向东它与沃罗涅日州的卡缅卡区、奥利霍瓦特卡区和奥斯特罗戈日斯克区相连。阿列克謝耶夫卡區的行政中心是阿列克謝耶夫卡，它占据区中北部约40平方千米的面积，但是本身不属于阿列克謝耶夫卡區。阿列克謝耶夫卡區的总面积为300平方千米，它位于别尔哥罗德以东。
阿列克謝耶夫卡區为丘陵和平原地形，它位于中俄羅斯高地的边缘。区内的两条主要河流是季哈亞索斯納河和黑卡利特瓦河，它们都是頓河的支流。阿列克謝耶夫卡區的黑土和气候都非常适宜农业。

## 管理和行政级别
阿列克謝耶夫卡區是沃罗涅日州下属的一个区。阿列克謝耶夫卡是区的行政中心，但是它本身在行政上不属于区管辖，它的地位是市，与区是同一级别。